# Mas de Cercós
El Mas de Cercós és una masia de l'Aleixar inclosa a l'Inventari del Patrimoni Arquitectònic de Catalunya.

## Descripció
És una gran masia, situada en un replà una mica alterós, vora el camí de carro de l'Aleixar a Castellvell i davant de la riera de Salvià o Suvià. És un edifici molt espaiós i, malgrat les reformes, hi ha indicis d'antiguitat. La planta és rectangular, i l'obra de paredat. Sembla que Isidre Pamies "Cercós" feu construir mines i passos secrets, com a sortides d'urgència del mas. Probablement fou el moment en què la casa es feu en certa manera forta. El més interessant de l'edifici vell són les golfes, obertes amb una sèrie d'arcs rodons correguts, la major part d'ells cegats amb maons, fets amb rajoles. Sota l'arrebossat es veu el parament, de paredat a la part inferior i de rajola a l'alta, sota el ràfec de poca volada, que s'ha mantingut en l'ampliació gran feta a l'esquerra de la porta, d'arc rodó.

## Història
La família Pamies habita el mas des d'antic. Un document de 1716 parla del "mas de Cercós, posseïda per Blay Pamies". El 1800, un altre Blai Pamies rep un censal. L'apoderat del comte de Medinaceli (el terme de l'Aleixar pertanyia al comtat de Prades, que heretà la casa castellana), el 1807, concedí al mateix Blai, pagès, permís per construir un molí fariner i per obrir una mina al barranc del Salt. A la guerra dels Malcontents (1827) hi participa Francesc Pamies, que potser també lluità a la dels Matiners (1846-49). A la primera guerra carlina (1833-39), hi participà Isidre Pamies, germà de l'avi de l'homònim guerriller "Cercós", que fou malferit en la batalla de Prades de 1873, i enterrat a la Mussara, on fou desenterrat el seu suposat taüt i afusellat el cadàver pels liberals.